# Нижнеангарск (станция)
Нижнеанга́рск — станция Северобайкальского региона Восточно-Сибирской железной дороги, на Байкало-Амурской магистрали (1090 километр).
Находится в посёлке городского типа Нижнеангарске, административном центре Северо-Байкальского района Республики Бурятия. Связана пригородным сообщением с городом Северобайкальском.

## Дальнее следование по станции
| № поезда | Маршрут движения   | № поезда | Маршрут движения   |
| -------- | ------------------ | -------- | ------------------ |
| 75       | Нерюнгри — Москва  | 76       | Москва — Нерюнгри  |
| 97       | Тында — Кисловодск | 98       | Кисловодск — Тында |
| 375      | Нерюнгри — Тайшет  | 376      | Тайшет — Нерюнгри  |

## Пригородное сообщение по станции
| № поезда | Маршрут движения                  | № поезда | Маршрут движения                  |
| -------- | --------------------------------- | -------- | --------------------------------- |
| 6375     | Кюхельбекерская — Северобайкальск | 6376     | Северобайкальск — Кюхельбекерская |
| 6371     | Новый Уоян — Северобайкальск      | 6372     | Северобайкальск — Новый Уоян      |